# 龙山北站
龙山北站位于中华人民共和国湖南省湘西土家族苗族自治州龙山县石羔镇白坪村，是黔常铁路的一座车站，位於2019年12月26日开通。車站位處湘西土家族苗族自治州的最北端，是沿线建筑面积最大的县级车站。